# 大紅毛社
大紅毛社，是臺灣彰化縣田中鎮的一個傳統地域名稱，位於該鎮西北部。相較於今日行政區，其範圍大致為大社里不含東南部凸出部分及西南部邊界地帶。大紅毛社當福建客未侵入開墾之前，為洪雅平埔族阿里坤支族的村落，因該社人屬於馬來人種(棕色人種)較漢人呈褐色，故以紅毛稱之，又以其規模較西北方相距0.5公里的紅毛社(今之田尾鄉福田村)為大，故稱之大紅毛社。

## 歷史
台灣清治末期至日治初期，大紅毛社地區為一街庄，稱為「大紅毛社庄」，隸屬於武東堡。該庄輪廓略呈向西傾斜45度的V字形，其東半葉北與張厝庄為鄰，東與崙雅庄為鄰，兩半葉相連部分的東南邊與卓乃潭庄為鄰，西半葉的西南邊為外三塊厝庄、饒平厝庄，西北邊為鎮平庄，兩半葉所夾地區為小紅毛社庄。
1901年（日治明治三十四年）11月，全台廢縣廳改設二十廳，該庄隸屬於彰化廳。1903年（明治三十六年）6月，該庄編入「田中央區」，隸屬於彰化廳。1909年（明治四十二年）10月，合併二十廳為十二廳，田中央區改隸屬於臺中廳。1920年（大正九年），該庄改制為「大紅毛社」大字，隸屬於臺中州員林郡田中庄。1940年，田中庄升格為田中街。
戰後田中街改制為田中鎮，隸屬於臺中縣，大字亦改制為里。1950年10月，中、彰、投分治，田中鎮改隸屬彰化縣。

## 聚落
本地區發展較早的聚落有大紅毛社、排仔路頭等，在日治期初期的官方地圖上已有記載。此外，本地區尚有大樹腳聚落。

## 交通
鄉道彰83線（民光路二段）是永靖至外三塊厝的道路，大致以縱向經過本地區西半葉的中部偏西地帶。由該道路向北轉北北西可前往小紅毛社、湳港舊、湳港西的北部並止於省道台1線路口，向南可前往外三塊厝並止於縣道150號路口。
鄉道彰95線（大社路二段）是排仔路頭至田中的道路，大致先以西北—東南走向轉北北西—南南東走向經過本地區西南半葉的南南西端。由該道路向西北可前往外三塊厝北部邊界地帶並止於鄉道彰83線路口，向南南東可前往卓乃潭與大新交界地帶、卓乃潭西南部、田中市區並止於縣道150號路口。
鄉道彰154線（社斗路二段）是海豐至朝興的道路，大致以西南—東北走向經過本地區東北半葉的北部邊界地帶。由該道路向西南轉西南西可前往小紅毛社、鎮平南部、曾厝崙、饒平厝、饒平厝與田尾交界地帶、田尾與溪子頂交界地帶、田尾、溪子頂並止於鄉道彰152線路口，向東北經張厝與崙雅交界地帶轉東可前往崙雅與社頭交界地帶、社頭、舊社、石頭坑南部偏西並止於縣道137號路口。

## 廟字
- 世芳宮（水神廟）